# 무시주

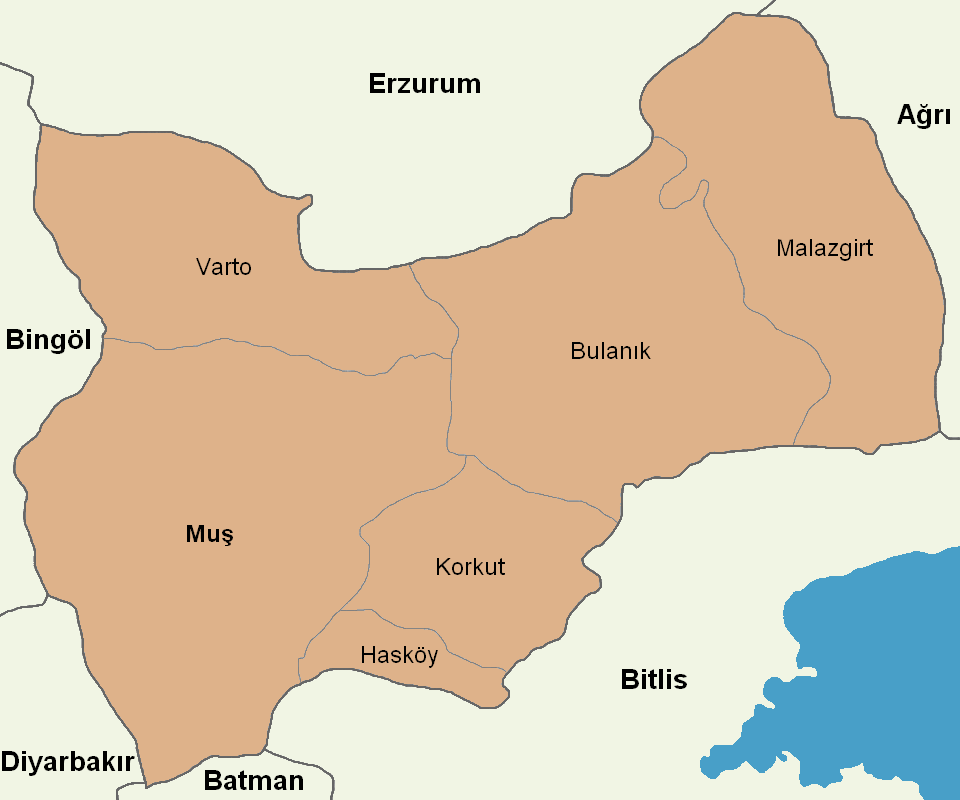

무시주(튀르키예어: Muş ili)는 튀르키예 동부에 위치한 주로, 동아나톨리아 지역에 속한다. 주도는 무시이며 면적은 8,196km2, 인구는 488,997명(2006년 기준), 자동차 번호는 49번, 시외전화 지역번호는 0436번이다. 6개 군을 관할한다.